# Roger Ekirch

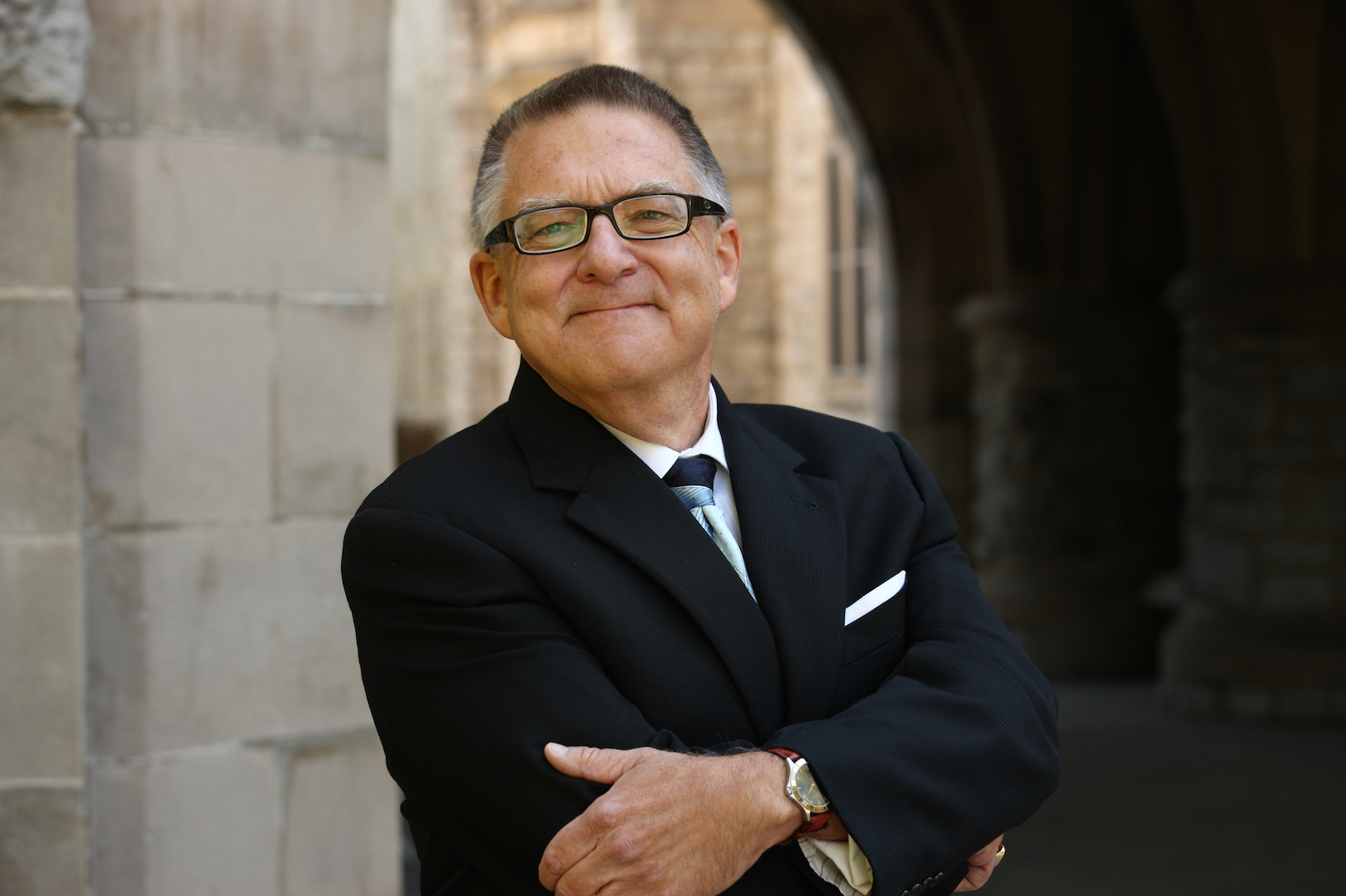
Roger Ekirch 2012

Arthur Roger Ekirch (* 6. Februar 1950 in Washington, D.C.) ist ein US-amerikanischer Historiker und Schlafforscher. Er gilt als Entdecker des zweiphasigen Schlafs, wie er vor der industriellen Revolution üblich war.

## Leben
Ekirch wurde 1950 in Washington, D.C. geboren. Er schloss 1972 ein Bachelor-Studium am Dartmouth College ab und 1974 ein Master-Studium an der Johns-Hopkins-Universität. Daselbst folgte eine Promotion im Jahr 1978. Er ist seit 1988 Professor an der Virginia-Tech-Universität.
Ekirch ist verheiratet, hat drei Kinder und lebt am Sugarloaf Mountain im Roanoke County, Virginia.

## Theorie zum geteilten Schlaf
Ekirch veröffentlichte im Jahr 2001 in einem weltweit beachteten Aufsatz eine Theorie, die im Englischen als „segmented sleep“ (deutsch etwa: geteilter Schlaf) bezeichnet wird. Demgemäß habe in der Zeit vor der industriellen Revolution in der westlichen Welt ein Verhaltensmuster vorgeherrscht, bei dem die meisten Menschen nicht, wie heute üblich, in einem durchgehenden Block von etwa acht Stunden in der Nacht schliefen. Üblich sei es stattdessen gewesen, das nächtliche Schlafpensum in zwei Phasen mit einer dazwischenliegenden Wachphase von etwa ein bis zwei Stunden zu unterteilen. Dieses Muster sei ab dem 18. Jahrhundert im Zuge einer zunehmenden Verbreitung künstlichen Lichts (Gaslampen, später Strom) in Vergessenheit geraten. Ekirchs Studien Hunderter von Tagebüchern, Gerichtstexten, Zeitungen und historischer Literatur legen nahe, dass der zweigeteilte Schlaf über Jahrhunderte hinweg die Norm gewesen sei. Neuere Forschungen zeigen ähnliches Verhalten auch in Afrika und Asien.
Die Thesen des Historikers werden durch die Arbeit des Schlafforschers und Neuropsychologen Thomas Wehr medizinisch gestützt. Wehr entzog Probanden einen Monat lang künstliches Licht. Anfangs schliefen sie durch. Nach etwa drei Wochen änderte sich bei allen das Schlafverhalten. Sie wachten gegen Mitternacht auf und schliefen nach einer Wachphase weiter.

Das Begriffspaar „erster und zweiter Schlaf“ findet sich in zahllosen Dokumenten und Romanen des Spätmittelalters und der frühen Neuzeit. Cervantes lässt seinen Helden Don Quijote seinen Gesprächspartner Sancho Panza beschimpfen, weil dieser durchschlafe und nicht wie alle anderen nach dem „ersten Schlaf“ aufwachte, um sich über weltbewegende Themen zu unterhalten:
Don Quijote hörte insoweit auf die Natur, als er seinen ersten Schlaf schlief; aber den zweiten gönnte er sich nicht – ganz anders als Sancho, der nie einen zweiten hatte, weil er immer bis zum Morgen durchschlief. 
Grimmelshausen beschreibt in seinem Simplicissimus vier als Teufel verkleidete Männer, die den Protagonisten nach dem „ersten Schlaf“ erschreckten, in den Keller führten und mit spanischem Wein abfüllten. Der erste und zweite Schlaf kommt auch bei Homer, Tolstoy (первый сон), Balzac (premier sommeil) und Verga (prima sonno) vor.

Der französische Mediziner und Philosoph Laurent Joubert riet Mitte des 16. Jahrhunderts Eheleuten, die Zeit um Mitternacht zum Zeugen von Kindern zu nutzen:
Nach dem ersten Schlafe genießen sie es mehr und bringen mehr zustande.
Kritik kam 2015 von dem kalifornischen Schlafforscher Jerry Siegel. Siegel untersuchte drei afrikanische Stämme, die weitgehend einem präindustriellen Tagesablauf nachgehen und fand bei keinem die von Ekirch vermutete Zweiteilung der Nacht. Siegel vermutet einen Zusammenhang mit Schlafrhythmen und Äquatornähe, was Ekirch meint, widerlegen zu können.

## Auszeichnungen
- James L. Clifford Prize, American Society for Eighteenth-Century Studies, 2002
- Percy G. Adams Prize, Southeastern American Society for Eighteenth-Century Studies, 2002